# Luggnagg

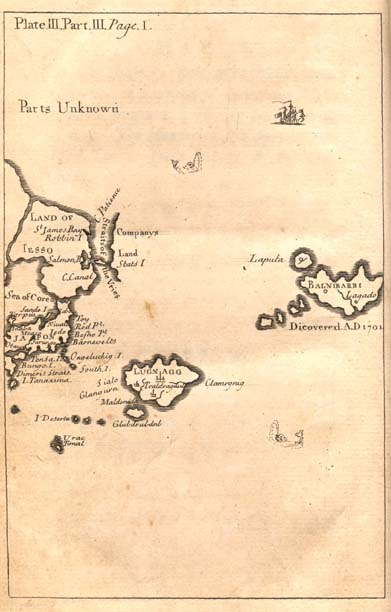
Mapa de Lugnagg, Glubbdubdrib, Laputa e Japão, para a edição de 1726 das Viagens de Gulliver de Jonathan Swift (ou Viagens por várias nações remotas do mundo).

Luggnagg é um reino localizado em uma ilha fictícia. Esse local é visitado por Lemuel Gulliver na sátira "Viagens de Gulliver" (Obra de Jonathan Swift)

## Localização
A localização de Luggnagg é ilustrada no texto e no mapa no início da parte III das “Viagens de Gulliver” embora não sejam consistentes entre si. Segundo o mapa, Luggnagg fica a sudeste do Japão e a sudoeste de Balnibarbi. O texto do livro afirma que Luggnagg está localizado a cerca de 500 quilômetros a sudeste do Japão, mas a noroeste de Balnibarbi e dá a sua posição como 29°N 140°L. As notas da página referem-se a “Mapas nas Viagens de Gulliver” (1944-1945), de Frederick Bracher, que examina os problemas levantados pelos mapas nas Viagens de Gulliver, especialmente aqueles que acompanham a Parte III do livro. O mapa também mostra o porto de Maldonada em Luggnagg, e a ilha de Glubdubdrib a sudoeste, enquanto o texto é claro que esses lugares estão em Balnibarbi.

## Descrição
Luggnagg possue dois portos principais: Clumegning localizado na parte sudoeste da costa, o qual é visitado por embarcações vindas de Maldonada (o porto da cidade de Balnibarbi), e Glanguenstald no sudoeste;esse, por sua vez, comercializa com o Japão. A capital de Luggnagg é Traldragdubb (também pronunciada Trildrogdrib). Uma amostra da língua de Luggnagg é encontrada, na terceira parte do livro, quando Gulliver discursa junto ao rei da região. O aventureiro da obra não deixa de notar o quão feio e desajeitado é tal rei.
Um tipo de habitante notável de Luggnagg são os Struldbrugs. Eles são seres humanos que, infelizmente, carregam o fardo de viver pela eternidade.

## Pesquisas
- Jonathan Swift: Guliver's Travels Oxford World Classics (1986, reprint 2008) introduction by Claude Rawson, explanatory notes by Ian Higgins